# 내곡중학교
내곡중학교(內谷中學校)는 대한민국 서울특별시 서초구 신원동에 있는 공립 중학교이다.

## 학교 연혁
- 2018년 2월 8일 : 내곡중학교 설립인가
- 2018년 3월 1일 : 초대 조용수 교장 취임
- 2018년 3월 2일 : 제1회 입학식
- 2018년 10월 19일 : 개교식
- 2020년 2월 6일 : 제1회 졸업식(35명)
- 2022년 1월 4일 : 제3회 졸업식(79명, 누적 200명)
- 2022년 3월 1일 : 제2대 김학경 교장 취임
- 2022년 1월 4일: 제 4회 졸업식
- 2022년 3월 2일 : 제5회 입학식(5학급)
- 2023년 3월 2일 : 제6회 입학식(7학급, 167명)
- 2024년 1월 5일: 제 5회 졸업식
- 2024년 3월 4일 : 제7회 입학식(6학급)

학생수: 1학년 167명, 2학년 123명, 3학년 103명, 총 학생수: 393
교사수: 49

## 학교 시설
1층: 행정실, 급식실, 보건실, 시청각실, 방송실, 교장실, 문서고, 숙직실, 인쇄실, 전산실, 내곡 느티나무 등이 있다.
실외: 운동장, 농구대, 텃밭
2층: 1학년 교실, 2층 큰 교무실, 배움교사터, 교감실, 수학실, 과학실 등이 있다. 또한 3층으로 통하는 큰 나무 계단이 있다.
3층: 2학년 교실, 나눔교사터, 기술실, 가정실, 컴퓨터실, 상담실, 학교도서관 벼리, 키오스크 등이 있다.
4층: 3학년 교실, 뮤지컬실, 미술실, 음악실, 강당, 꿈꾸는 다락방, 테라스 등이 있다. 체육관으로 가는 통로가 있다.

## 학교 상징
내곡중학교 교포에는 검정, 노랑, 파랑있고 각각 당당함, 따뜻함, 성실함 등이 있다. 교화는 흰민들레이고 교목은 느티나무이다.

## 참고 자료
- 내곡중학교 - 한국교육학술정보원 학교알리미
- 내곡중학교 교훈: 배우는 기쁨, 나누는 삶, 성장하는 우리
- 혁신미래학교이다.

## 교복 및 체육복
2024 기준
1학년 : 노란색 체육복
2학년 : 민트색 체육복
3학년 : 하얀색 체육복

## 내신
-1학년은 자유 학년제로 성적표는 줄글로 나오고 따로 중간고사, 기밀고사 같은 지필평가가 없다.
-2학년과 3학년은 지필평가가 내신에서 평균적으로 약 40%정도 차지하고 60%는 수행평가로 평가가 이루어진다.

## 교가
내곡중학교의 교가는 '별이 될래요'이다.
유튜브링크: https://www.youtube.com/watch?v=lF3z3jcIN4Q

## 학급
2024 기준
1학년 : 6학급
2학년 : 7학급
3학년 : 5학급